# Pan Peabody i Sherman
Pan Peabody i Sherman (ang.: Mr. Peabody & Sherman) – amerykański film przygodowy dubbingowany film animowany z 2014 roku w reżyserii Roba Minkoffa. Film inspirowany postaciami stworzonymi przez Teda Keya. Film wyprodukowany przez DreamWorks Animation i 20th Century Fox.

## Obsada
- Ty Burrell jako Pan Peabody
- Max Charles jako Sherman
- Ariel Winter jako Penny Peterson
- Stephen Colbert jako Paul Peterson
- Leslie Mann jako Patty Peterson
- Mel Brooks jako Albert Einstein
- Allison Janney jako pani Grunion
- Stanley Tucci jako Leonardo da Vinci
- Lake Bell jako Mona Lisa
- Zach Callison jako król Tut
- Ellie Kemper jako Paula Peterson
- Joshua Rush jako Carl
- Karan Brar jako Mason
- Leila Birch jako Maszyna WABAC
- Jenna Hukkinen jako Penny Peterson
- Dennis Haysbert
- Patrick Warburton
- Stephen Tobolowsky

Polski dubbing
- Artur Żmijewski jako Pan Peabody
- Franciszek Dziduch jako Sherman
- Pola Bychawska jako Penny Peterson
- Monika Pikuła jako Patty Peterson
- Waldemar Barwiński jako Paul Peterson
- Dorota Kolak jako pani Grunion
- Jacek Król jak Agamemnon
- Filip Przybylski jako Leonardo da Vinci
- Wojciech Paszkowski jako Robespierre
- Anna Sroka jako Marie Antoinette
- Mateusz Ceran jako król Tut
- Maciej Falana jako Carl
- Maksymilian Zdybicki jako Mason
- Anna Sroka jako Mona Lisa
- Jarosław Boberek jako Odyseusz i Albert Einstein
- Izabella Bukowska jako Maszyna WABAC